# Sunderland

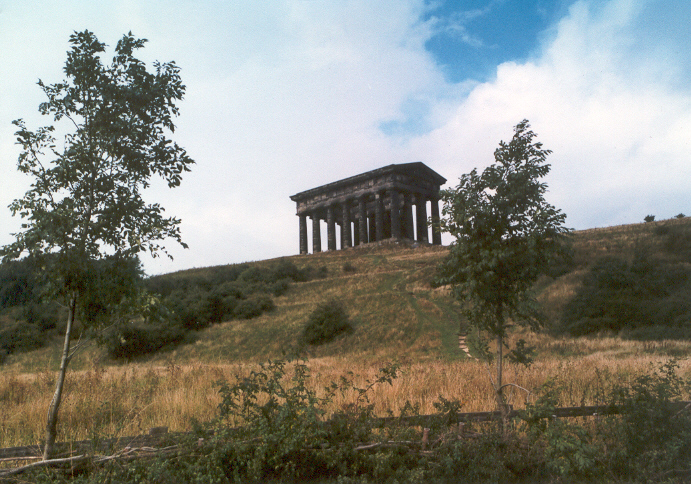
Penshaw Monument

Sunderland – miasto przemysłowe i portowe w północno-wschodniej Anglii (Wielka Brytania), w hrabstwie Tyne and Wear, w dystrykcie metropolitalnym Sunderland, położone nad Morzem Północnym, u ujścia rzeki Wear.
W mieście rozwinął się przemysł stoczniowy, maszynowy, elektrotechniczny, materiałów budowlanych, szklarski, ceramiczny oraz spożywczy.

## Zespół piłkarski Sunderlandu
Sunderland A.F.C. w sezonie 2006–2007 z Royem Keane’em na czele wywalczył awans do Premier League.

## Miasta partnerskie
Miasta partnerskie Sunderlandu:
- Saint-Nazaire, Francja (1953)
- Essen, Niemcy (1949)
- Waszyngton, Stany Zjednoczone (2006)